# Yo te amo
Yo Te Amo é o vigésimo-sexto álbum do roqueiro argentino Fito Páez. É também o vigésimo-segundo de estúdio, e o vigésimo primeiro álbum solo.
Yo Te Amo foi lançado oficialmente no dia 19 de Novembro de 2013 com o selo Sony Music, sendo o último da trilogia de álbuns lançados pelo roqueiro em 2013. Neste álbum, Fito apresenta um repertório de inspiração explicitamente romântica, que pôde ser percebido também na dedicatória, onde o músico deixou claro que o álbum é para todos os que vivem de e para o Amor, mas sem deixar de lado a assinatura "Fito Páez" de puro pop-rock argentino.
Yo Te Amo teve uma vendagem expressiva, obtendo certificação de ouro pela CAPIF.

## Faixas
01. Yo Te Amo

02. Margarita

03. Perdón

04. Ojalá Que Sea

05. Por Donde Pasa El Amor

06. La Canción Del Soldado Y Rosita Pazos

07. Las Luces Em La Ciudad

08. Tu Everest

09. Nadie Como Ella

10. Sos Más

11. La Velocidad Del Tiempo

## Créditos Musicais
- Fito Páez: voz, piano, teclados, guitarra acústica
- Diego Olivero: sintetizadores, Hammond, piano, guitarras elétrica e acústica, drum machine
- Mariano Otero: baixo, direção de metais
- Gabriel Carámbula: guitarra elétrica e guitarra acústica
- Gastón Baremberg: bateria y percussão
- Juan Absatz, Carlos Vandera: coros